# Nagpur
Nagpur este un oraș în India.